# Rio Yvette
O rio Yvette é um rio da França que nasce perto de Lévis-Saint-Nom, Yvelines e deságua no rio Orge, em Essonne, na região da Ilha de França, possui 39,3 km2.

## Toponímia
O nome "Yvette" aparece no aquilina do século VII como fronteira da floresta de Yvelines com Carnutes. O rio nasce num sítio chamado Yvette, perto de Lévis-Saint-Nom.
Villa nonine equata mencionado em latim no XI século é um erro de escrita. Na verdade equa significa "égua" (em francês:  jument), que tornou-se francês antigo ive e o escriba entendeu ivette  ("pequena égua") e traduzido para equata.

## Afluentes
O rio Yvette possui onze afluentes que totalizam 105 km de extensão.
Margem esquerda: Pommeret, Goutte d'Or, Rhodon, Mérantaise;
Margem direita: Vaux de Cernay, Valence, Écosse-Bouton, Montabé, Vaularon, Paradis, Rouillon.

## Localidades atravessadas

### Yvelines
- Lévis-Saint-Nom
- Dampierre-en-Yvelines
- Saint-Forget
- Chevreuse
- Saint-Rémy-lès-Chevreuse

### Essonne
- Gif-sur-Yvette
- Bures-sur-Yvette
- Orsay
- Villebon-sur-Yvette
- Palaiseau
- Champlan
- Saulx-les-Chartreux
- Longjumeau
- Chilly-Mazarin
- Épinay-sur-Orge
- Savigny-sur-Orge

## Inundações
Inundações significativas ocorreram em 1966, 1978, 1981, 2007 e 2016.
Em 20 de março de 1978, o fluxo do Yvette inundou 123 ha, apesar da presença de bacias de retenção. Como resultado, o leito do rio foi recalibrado (ampliação, aprofundamento, regularização da encosta) e limpo e novas bacias de retenção foram construídas. Essas medidas, no entanto, não impediram as inundações de 1981, causadas por chuvas excecionais.
Mais recentemente, ocorreram inundações em 1991, durante a tempestade de 1999, e depois em 2000, 2001 e 2007.
Em 31 de maio de 2016, o rio Yvette saiu do curso e inundou parte de Chevreuse. Havia até 1 m de água no estacionamento no fundo do vale e um pequeno lago no parque cresceu até os pés dos bancos públicos. Também inundou as partes mais baixas de Saint-Rémy-lès-Chevreuse e o centro de Gif-sur-Yvette e outras áreas localizadas perto do Yvette. Inundou cerca de vinte casas em Orsay e Palaiseau e cerca de 60 em Bures-sur-Yvette, a jusante do reservatório. O centro da cidade e algumas ruas da comuna de Longjumeau viram até 1,5 m de água.[carece de fontes?]